# Juanes

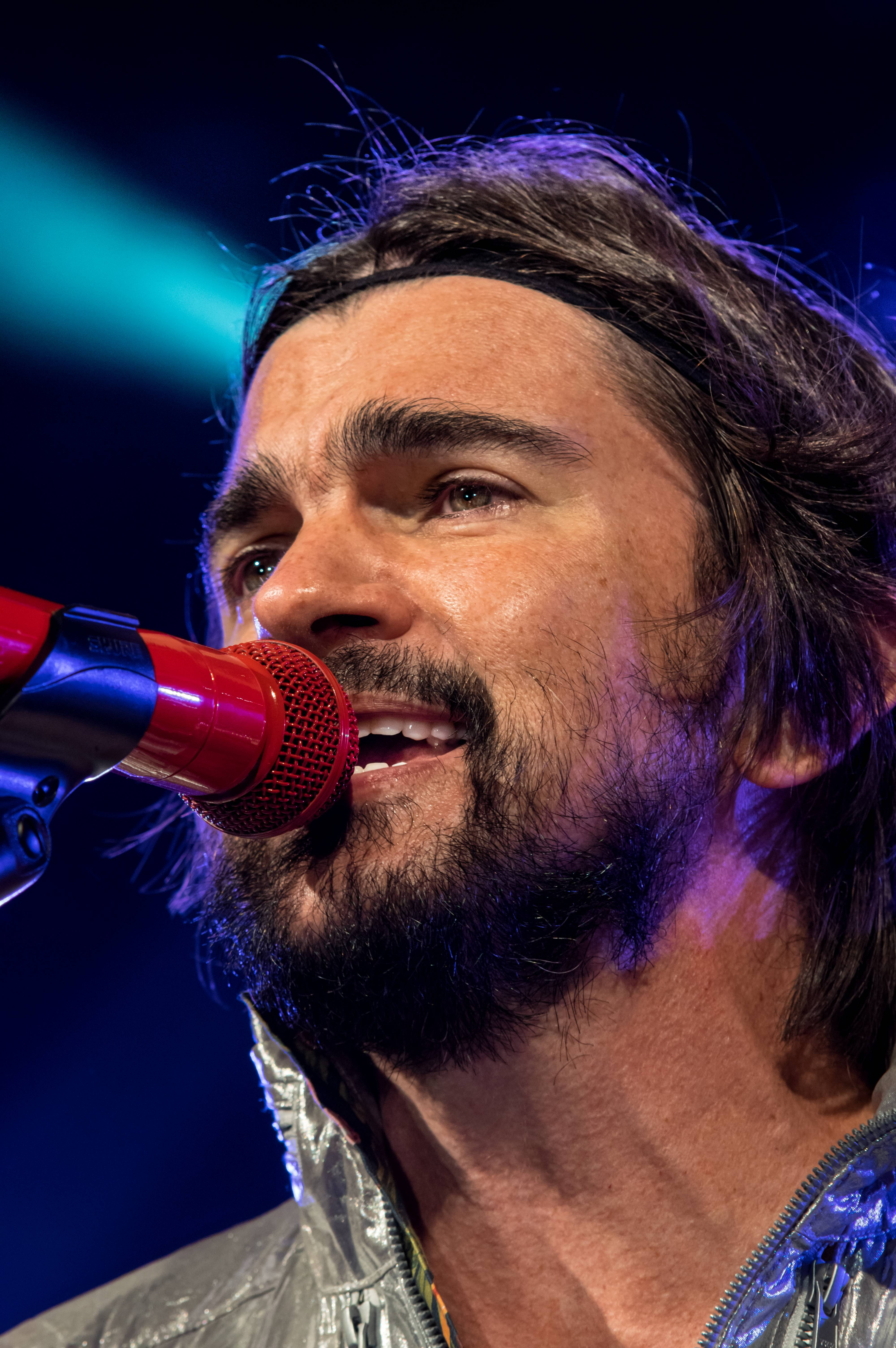
Juanes la Zelt Musik Festival 2015, în Freiburg, Germania

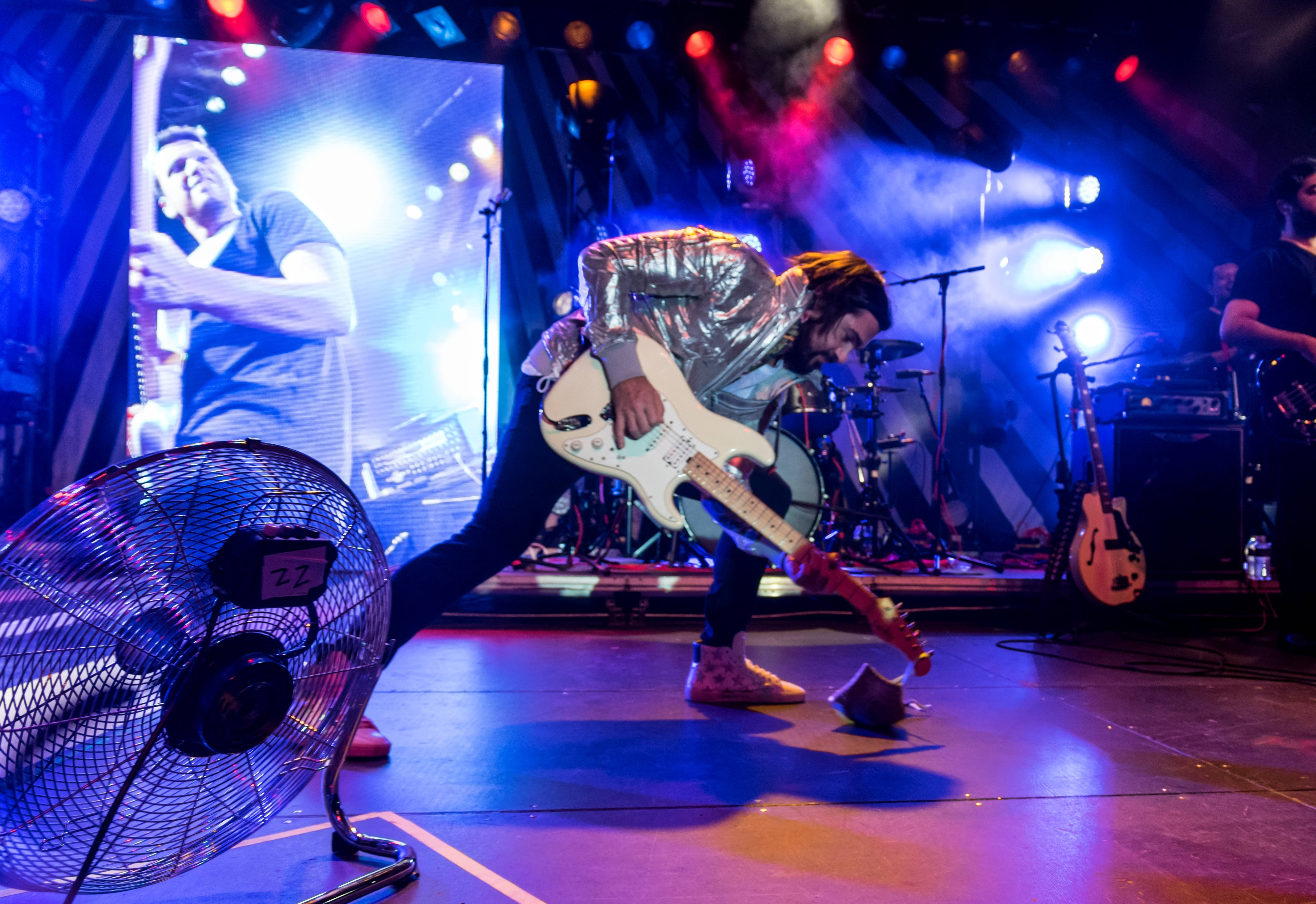
Juanes la Zelt Musik Festival 2015, în Freiburg, Germania

Juan Esteban Aristizábal Vásquez (n. 9 august 1972), mai cunoscut sub numele de scenă Juanes, este un cântăreț, textier, dansator și producător columbian. 

## Discografie
Albume de studio
- Fíjate Bien (2000)
- Un Día Normal (2002)
- Mi Sangre (2004)
- La Vida... Es Un Ratico (2007)
- P.A.R.C.E. (2010)
- Loco de Amor (2014)

## Premii și nominalizări

### Premiile Grammy
| An   | Beneficiar              | Premiu                                      | Rezultat     |
| ---- | ----------------------- | ------------------------------------------- | ------------ |
| 2015 | Loco de Amor            | Best Latin Pop Album                        | Nominalizare |
| 2013 | Juanes MTV Unplugged    | Best Latin Pop Album                        | Câștigat     |
| 2009 | La Vida... Es un Ratico | Best Latin Pop Album                        | Câștigat     |
| 2005 | Mi Sangre               | Best Latin Rock, Urban or Alternative Album | Nominalizare |
| 2003 | Un Día Normal           | Best Latin Rock, Urban or Alternative Album | Nominalizare |
| 2002 | Fíjate Bien             | Best Latin Rock, Urban or Alternative Album | Nominalizare |

### Premiile Latin Grammy
| An   | Beneficiar                           | Premiu                      | Rezultat     |
| ---- | ------------------------------------ | --------------------------- | ------------ |
| 2001 | Juanes                               | Best New Artist             | Câștigat     |
| 2001 | Fíjate Bien                          | Album of the Year           | Nominalizare |
| 2001 | Fíjate Bien                          | Best Rock Solo Vocal Album  | Câștigat     |
| 2001 | "Fijate Bien"                        | Song of the Year            | Nominalizare |
| 2001 | "Fijate Bien"                        | Best Rock Song              | Câștigat     |
| 2001 | "Fijate Bien"                        | Best Short Form Music Video | Nominalizare |
| 2002 | "A Dios le Pido"                     | Song of the Year            | Nominalizare |
| 2002 | "A Dios le Pido"                     | Best Rock Song              | Câștigat     |
| 2002 | "A Dios le Pido"                     | Best Short Form Music Video | Nominalizare |
| 2003 | Un Día Normal                        | Album of the Year           | Câștigat     |
| 2003 | Un Día Normal                        | Best Rock Solo Vocal Album  | Câștigat     |
| 2003 | "Es Por Ti"                          | Song of the Year            | Câștigat     |
| 2003 | "Es Por Ti"                          | Record of the Year          | Câștigat     |
| 2003 | "Mala Gente"                         | Best Rock Song              | Câștigat     |
| 2005 | Mi Sangre                            | Best Rock Solo Vocal Album  | Câștigat     |
| 2005 | "Nada Valgo Sin Tu Amor"             | Best Rock Song              | Câștigat     |
| 2005 | "Volverte a Ver"                     | Best Short Form Music Video | Câștigat     |
| 2008 | La Vida... Es un Ratico              | Album of the Year           | Câștigat     |
| 2008 | La Vida... Es un Ratico              | Best Male Pop Vocal Album   | Câștigat     |
| 2008 | "Me Enamora"                         | Song of the Year            | Câștigat     |
| 2008 | "Me Enamora"                         | Record of the Year          | Câștigat     |
| 2008 | "Me Enamora"                         | Best Short Form Music Video | Câștigat     |
| 2012 | Juanes MTV Unplugged                 | Album of the Year           | Câștigat     |
| 2012 | Juanes MTV Unplugged                 | Best Long Form Music Video  | Câștigat     |
| 2012 | "Azul Sabina" (feat. Joaquín Sabina) | Song of the Year            | Nominalizare |
| 2012 | "Azul Sabina" (feat. Joaquín Sabina) | Record of the Year          | Nominalizare |
| 2014 | Loco de Amor                         | Best Pop/Rock Album         | Câștigat     |
| 2014 | "Mil Pedazos"                        | Best Rock Song              | Nominalizare |

### American Music Awards
| An   | Beneficiar | Premiu                | Rezultat     |
| ---- | ---------- | --------------------- | ------------ |
| 2008 | Juanes     | Favorite Latin Artist | Nominalizare |

### MTV Europe Music Awards
| An   | Beneficiar | Premiu                         | Rezultat     |
| ---- | ---------- | ------------------------------ | ------------ |
| 2012 | Juanes     | Best Latin America Central Act | Nominalizare |

### MTV Video Music Awards
| An   | Beneficiar     | Premiu                                                       | Rezultat     |
| ---- | -------------- | ------------------------------------------------------------ | ------------ |
| 2002 | A Dios le Pido | International Viewer's Choice Awards Latin America(North)    | Nominalizare |
| 2002 | A Dios le Pido | International Viewer's Choice Awards Latin America (Pacific) | Câștigat     |
| 2012 | Juanes         | Best Latino Artist                                           | Nominalizare |

### Los Premios MTV Latinoamérica
| An   | Beneficiar                      | Premiu                | Rezultat     |
| ---- | ------------------------------- | --------------------- | ------------ |
| 2002 | Juanes                          | Artist of the Year    | Nominalizare |
| 2002 | A Dios le Pido                  | Video of the Year     | Nominalizare |
| 2002 | Juanes                          | Best Male Artist      | Câștigat     |
| 2002 | Juanes                          | Best Rock Artist      | Nominalizare |
| 2002 | Juanes                          | Best Artist – North   | Nominalizare |
| 2003 | Juanes                          | Artist of the Year    | Câștigat     |
| 2003 | Fotografía (feat Nelly Furtado) | Video of the Year     | Nominalizare |
| 2003 | Juanes                          | Best Solo Artist      | Nominalizare |
| 2003 | Juanes                          | Best Rock Artist      | Câștigat     |
| 2003 | Juanes                          | Best Artist – Central | Nominalizare |
| 2005 | Juanes                          | Artist of the Year    | Nominalizare |
| 2005 | La Camisa Negra                 | Video of the Year     | Nominalizare |
| 2005 | Juanes                          | Best Male Artist      | Câștigat     |
| 2005 | Juanes                          | Best Rock Artist      | Câștigat     |
| 2005 | Juanes                          | Best Artist – Central | Nominalizare |
| 2006 | Juanes                          | Best Artist – Central | Câștigat     |
| 2007 | Juanes                          | Fashionista – Male    | Nominalizare |
| 2007 | Juanes                          | Agent of Change       | Câștigat     |
| 2008 | Juanes                          | Artist of the Year    | Câștigat     |
| 2008 | Me Enamora                      | Video of the Year     | Nominalizare |
| 2008 | Me Enamora                      | Song of the Year      | Nominalizare |
| 2008 | Juanes                          | Best Solo Artist      | Câștigat     |
| 2008 | Juanes                          | Best Rock Artist      | Câștigat     |
| 2008 | Juanes                          | Best Artist – Central | Câștigat     |
| 2008 | Tres                            | Best Ringtone         | Nominalizare |

### Billboard Latin Music Awards
| An   | Beneficiar                      | Premiu                                            | Rezultat     |
| ---- | ------------------------------- | ------------------------------------------------- | ------------ |
| 2003 | Un Día Normal                   | Latin Pop Albums-Male                             | Câștigat     |
| 2004 | Fotografía (feat Nelly Furtado) | Best Vocal Duet or Collaboration                  | Câștigat     |
| 2004 | Fotografía (feat Nelly Furtado) | Songwriter of the Year                            | Câștigat     |
| 2004 | Fotografía (feat Nelly Furtado) | Latin Pop Airplay Track of the Year, Duo or Group | Câștigat     |
| 2005 | Nada Valgo Sin Tu Amor          | Hot Latin Track of the Year                       | Câștigat     |
| 2005 | Nada Valgo Sin Tu Amor          | Latin Pop Airplay Track of the Year, Male         | Câștigat     |
| 2005 | Mi Sangre                       | Latin Pop Album of the Year, Male                 | Câștigat     |
| 2006 | La Camisa Negra                 | Hot Latin Song of the Year                        | Nominalizare |
| 2006 | La Camisa Negra                 | Latin Pop Airplay Song of the Year-Male           | Câștigat     |
| 2006 | Juanes                          | Artist of the Year                                | Nominalizare |
| 2006 | Juanes                          | Top Latin Albums Artist of the Year               | Nominalizare |
| 2007 | Lo Que Me Gusta a Mí            | Latin Pop Airplay Song of the Year-Male           | Nominalizare |
| 2008 | Juanes                          | Spirit of Hope Award                              | Câștigat     |
| 2008 | Me Enamora                      | Hot Latin Song of the Year                        | Nominalizare |
| 2008 | Me Enamora                      | Latin Pop Airplay Song of the Year-Male           | Nominalizare |
| 2008 | Me Enamora                      | Latin Ringmaster of the Year                      | Nominalizare |
| 2008 | Me Enamora                      | Latin Digital Download – Song of the Year         | Nominalizare |
| 2008 | La Vida... Es Un Ratico         | Latin Pop Albums-Male                             | Câștigat     |
| 2009 | Junaes                          | Hot Latin Songs Artist of the Year                | Nominalizare |
| 2009 | Gotas de Agua Dulce             | Latin Pop Airplay Song of the Year, Male          | Nominalizare |

### Premiile Orgullosamente Latino
| An   | Beneficiar              | Premiu                  | Rezultat     |
| ---- | ----------------------- | ----------------------- | ------------ |
| 2008 | Juanes                  | Solo Artist of the year | Nominalizare |
| 2008 | La Vida... Es Un Ratico | Latin album of the year | Nominalizare |

### Premios 40 Principales
| An   | Beneficiar          | Premiu          | Rezultat     |
| ---- | ------------------- | --------------- | ------------ |
| 2007 | Me Enamora          | Best Latin Song | Câștigat     |
| 2007 | Juanes              | Best Latin Act  | Câștigat     |
| 2008 | Gotas de Agua Dulce | Best Latin Song | Câștigat     |
| 2008 | Juanes              | Best Latin Act  | Câștigat     |
| 2010 | Yerbatero           | Best Latin Song | Nominalizare |
| 2010 | Juanes              | Best Latin Act  | Nominalizare |
| 2012 | Juanes              | Best Latin Act  | Nominalizare |

### Premios 40 Principales América
| An   | Beneficiar           | Premiu                          | Rezultat     |
| ---- | -------------------- | ------------------------------- | ------------ |
| 2012 | Juanes MTV Unplugged | Best Album                      | Nominalizare |
| 2014 | Juanes               | Best Artist or Group in Spanish | Câștigat     |

### Premios Juventud
| An   | Beneficiar              | Premiu                | Rezultat     |
| ---- | ----------------------- | --------------------- | ------------ |
| 2004 | A Dios le Pido          | Catchiest Tune        | Nominalizare |
| 2004 | Un Día Normal           | CD To Die For         | Nominalizare |
| 2005 | Juanes                  | I Hear Him Everywhere | Nominalizare |
| 2005 | Juanes                  | My Favorite Concert   | Nominalizare |
| 2005 | Juanes                  | Favorite Pop Artist   | Nominalizare |
| 2005 | La Camisa Negra         | Catchiest Tune        | Nominalizare |
| 2005 | Mi Sangre               | CD To Die For         | Nominalizare |
| 2006 | Juanes                  | My Favorite Concert   | Nominalizare |
| 2006 | Juanes                  | Favorite Rock Star    | Nominalizare |
| 2007 | Juanes                  | Favorite Rock Star    | Nominalizare |
| 2008 | La Vida... Es Un Ratico | CD to Die For         | Nominalizare |
| 2008 | La Vida Tour            | My Favorite Concert   | Nominalizare |
| 2008 | Me Enamora              | My Favorite Video     | Nominalizare |
| 2008 | Juanes                  | Favorite Rock Star    | Nominalizare |
| 2008 | Juanes                  | My Idol is...         | Nominalizare |
| 2009 | Juanes                  | Favorite Rock Artist  | Nominalizare |
| 2010 | Juanes                  | Favorite Rock Artist  | Nominalizare |
| 2012 | Juanes                  | Favorite Rock Artist  | Nominalizare |
| 2013 | Juanes                  | Favorite Rock Artist  | Nominalizare |

### Premios Lo Nuestro
| An   | Beneficiar                 | Premiu                              | Rezultat     |
| ---- | -------------------------- | ----------------------------------- | ------------ |
| 2003 | Juanes                     | Best Male Artist                    | Câștigat     |
| 2003 | A Dios le Pido             | Song of the Year                    | Câștigat     |
| 2003 | Un Día Normal              | Album of the Year-Rock              | Nominalizare |
| 2003 | Juanes                     | Best Rock Performance               | Câștigat     |
| 2004 | Juanes                     | Best Male Artist                    | Câștigat     |
| 2004 | Juanes and Nelly Furtado   | Best Duo or Group                   | Nominalizare |
| 2004 | Fotografia                 | Video of the Year                   | Câștigat     |
| 2005 | Juanes                     | Artist of the Year-Rock             | Câștigat     |
| 2006 | La Camisa Negra            | Song of the Year                    | Nominalizare |
| 2006 | Juanes                     | Artist of the Year-Rock             | Câștigat     |
| 2006 | Nada Valgo Sin Tu Amor     | Song of the Year-Rock               | Câștigat     |
| 2007 | Juanes                     | Artist of the Year-Rock             | Nominalizare |
| 2007 | Lo Que Me Gusta a Mí       | Song of the Year-Rock               | Nominalizare |
| 2008 | Me Enamora                 | Video of the Year                   | Nominalizare |
| 2009 | La Vida... Es Un Ratico    | Album of the Year-Rock              | Câștigat     |
| 2009 | Juanes                     | Artist of the Yea                   | Câștigat     |
| 2009 | Me Enamora                 | Song of the Year-Rock               | Câștigat     |
| 2009 | Gotas de Agua Dulce        | Song of the Year-Rock               | Nominalizare |
| 2009 | Tres                       | Song of the Year-Rock               | Nominalizare |
| 2010 | Juanes                     | Artist of the Year-Rock             | Câștigat     |
| 2011 | Juanes                     | Artist of the Year-Rock             | Câștigat     |
| 2011 | Yerbatero                  | Song of the Year                    | Câștigat     |
| 2011 | Juanes                     | Artist of the Year                  | Nominalizare |
| 2012 | P.A.R.C.E.                 | Album of the Year-Rock              | Nominalizare |
| 2012 | Y No Regresas              | Song of the Year-Rock               | Nominalizare |
| 2012 | Juanes                     | Artist of the Year                  | Nominalizare |
| 2013 | Juanes MTV Unplugged       | Rock/Alternative Album of the Year  | Nominalizare |
| 2013 | La Señal                   | Rock/Alternative Song of the Year   | Nominalizare |
| 2013 | Me Enamora (MTV Unplugged) | Rock/Alternative Song of the Year   | Nominalizare |
| 2013 | Juanes                     | Rock/Alternative Artist of the Year | Nominalizare |
| 2015 | Loco de Amor               | Pop Album of the Year               | În așteptare |
| 2015 | Juanes                     | Pop Male Artist of the Year         | În așteptare |

### Premios Nuestra Tierra
| An   | Beneficiar                           | Premiu                                  | Rezultat     |
| ---- | ------------------------------------ | --------------------------------------- | ------------ |
| 2008 | Juanes                               | Best Public Artist                      | Câștigat     |
| 2008 | Juanes                               | Best Artist Website Colombian           | Câștigat     |
| 2008 | Juanes                               | Best Artist of the Year                 | Câștigat     |
| 2008 | Juanes                               | Best Pop Solo or Group of the Year      | Câștigat     |
| 2008 | Juanes and Toby Tobón / El Jornalero | Best Producer of the Year               | Câștigat     |
| 2008 | Me Enamora                           | Best Song of the Public                 | Câștigat     |
| 2008 | Me Enamora                           | Pop Best Performance of the year        | Câștigat     |
| 2008 | Me Enamora                           | Best music video for a Colombian artist | Câștigat     |
| 2009 | Juanes                               | Best Pop Solo or Group of the Year      | Nominalizare |
| 2009 | Odio por Amor                        | Best Song of the Year                   | Nominalizare |
| 2009 | Odio por Amor                        | Pop Best Performance of the year        | Nominalizare |
| 2009 | La Vida... Es Un Ratico: En Vivo     | Best Album of the Year                  | Câștigat     |
| 2011 | Juanes                               | Best Pop Solo or Group of the Year      | Nominalizare |
| 2011 | Juanes                               | Best Public Artist                      | Nominalizare |
| 2011 | P.A.R.C.E.                           | Best Album of the Year                  | Nominalizare |
| 2011 | Yerbatero                            | Best music video for a Colombian artist | Nominalizare |
| 2011 | @Juanes                              | Twitterer of the Year                   | Nominalizare |
| 2011 | http://www.juanes.net/               | Best Internet page Colombian Artist     | Nominalizare |
| 2012 | @Juanes                              | Twitterer of the Year                   | Nominalizare |
| 2013 | Juanes                               | Best Artist of the Public               | Nominalizare |
| 2013 | Juanes MTV Unplugged                 | Best Album of the Year                  | Nominalizare |

### Premios Oye!
| An   | Beneficiar              | Premiu             | Rezultat     |
| ---- | ----------------------- | ------------------ | ------------ |
| 2002 | A Dios le Pido          | Song of the Year   | Câștigat     |
| 2008 | La Vida... Es Un Ratico | Album of the Year  | Nominalizare |
| 2008 | La Vida... Es Un Ratico | Best Male Pop      | Câștigat     |
| 2008 | Me Enamora              | Record of the Year | Nominalizare |
| 2008 | Me Enamora              | Video in Spanish   | Câștigat     |

### World Music Awards
| An   | Beneficiar | Premiu                               | Rezultat     |
| ---- | ---------- | ------------------------------------ | ------------ |
| 2006 | Juanes     | World's Best Selling Latin Artist    | Nominalizare |
| 2013 | Juanes     | World's Best Male Artists            | Nominalizare |
| 2013 | Juanes     | World's Best Live Act                | Nominalizare |
| 2013 | Juanes     | World's Best Entertainer of the Year | Nominalizare |